# Stiria iticys
Stiria iticys là một loài bướm đêm trong họ Noctuidae.